# III. Lajos türingiai tartománygróf
III. (Szelíd) Lajos (1152 – 1190. október 16.) türing tartománygróf 1172-től haláláig.

## Élete
II. Lajos fiaként született, és édesapja halála után lépett a trónra. Uralkodása alatt sikerült megszereznie a szász Pfalz grófságát, és 1180-ban részt vett az Oroszlán Henrik ellen intézett hadjáratban. Weissensee mellett maga is fogságba esett, amelyből csak 1181-ben szabadult ki.
Lajos részt vett a harmadik keresztes hadjáratban. A hadjáratból hazatérve halt meg Ciprus szigetén 1190-ben. Mivel fiai nem voltak, fivére, I. Hermann követte a trónon.

## Lásd még
- Türingia uralkodóinak listája

| Előző uralkodó: II. Lajos | Türingia tartománygrófja 1172 – 1190 | Következő uralkodó: I. Hermann |